# دی‌بنزوتیه‌پین

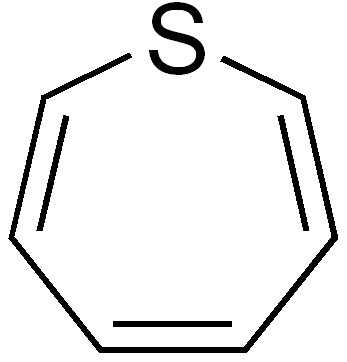
تیه‌پین

دی‌بنزوتیه‌پین‌ها(به انگلیسی: Dibenzothiepin) ترکیبات شیمیایی هستند که مشتقات تیپین با دو حلقه بنزن (که در اینجا بنزو نامیده می شود) محسوب می شوند.
| دوسولپین | متیتپین | زوتپین | پریتیادن |
| -------- | ------- | ------ | -------- |
|          |         |        |          |